# Salvaje (álbum de Dulce)
Salvaje es el noveno álbum de estudio de la cantante Dulce. El disco continúa con el éxito repitiendo en la producción con Daniel Friberg.
El estilo de los canciones cambia a sonidos rítmicos, sin dejar atrás a las baladas. El sencillo «Amor caliente» logra una buena aceptación entre el público y se coloca en el top 100 del Billboard.
Entre los autores de las canciones se encuentran Riba y Campos (conocidos por dirigir varias producciones de Sasha Sokol), quienes compusieron los temas «Me muero igual» y «Voy a culparte». El tema «No hace falta que lo digas» causó controversia, ya que cuatro años después fue grabado por Mijares.

## Lista de canciones
| Salvaje |                                 |                  |          |  |
| N.º     | Título                          | Escritor(es)     | Duración |  |
| 1.      | «Salvaje»                       |                  |          |  |
| 2.      | «Amor caliente»                 |                  |          |  |
| 3.      | «Me muero igual»                | Riba y Campos    |          |  |
| 4.      | «Tentación»                     | Alejandro Lerner |          |  |
| 5.      | «No hace falta que lo digas»    | Alejandro Lerner |          |  |
| 6.      | «Como un pez»                   |                  |          |  |
| 7.      | «Siempre sola»                  |                  |          |  |
| 8.      | «Mala costumbre de amar»        |                  |          |  |
| 9.      | «Voy a culparte»                | Riba y Campos    |          |  |
| 10.     | «No dejes que se apague la luz» | Alejandro Lerner |          |  |